# 紫衣事件
紫衣事件（しえじけん）は、江戸時代初期における、江戸幕府の朝廷に対する圧迫と統制を示す朝幕間の対立事件。江戸時代初期における朝幕関係上、最大の不和確執とみなされる事件。
また、後水尾天皇はこの事件をきっかけに幕府に何の相談もなく譲位を決意したとも考えられており、朝幕関係に深刻な打撃を与える大きな対立だった。

## 経緯

### 紫衣と事件に至る事情
紫衣とは、紫色の法衣や袈裟をいい、古くから宗派を問わず高徳の僧・尼が朝廷から賜った。僧・尼の尊さを表す物であると同時に、朝廷にとっては収入源の一つでもあった。
これに対し、江戸幕府はかねてより寺院・僧侶間の訴訟・争論に対処しており、公家の不行跡である猪熊事件と併せて、宗教界・朝廷の統制を行う必要性を認識していた。慶長18年（1613年）、幕府は公家衆法度と共に「勅許紫衣竝に山城大徳寺妙心寺等諸寺入院の法度」（「勅許紫衣法度」「大徳寺妙心寺等諸寺入院法度」）を定め、さらに慶長20年（1615年）には禁中並公家諸法度を定めて、朝廷がみだりに紫衣や上人号を授けることを禁じた。

### 事件の概要
このように、幕府が紫衣の授与を規制したにもかかわらず、後水尾天皇は従来の慣例通り、幕府に諮らず十数人の僧侶に紫衣着用の勅許を与えた。これを知った幕府（3代征夷大将軍・徳川家光）は、寛永4年（1627年）、事前に勅許の相談がなかったことを法度違反とみなして多くの勅許状の無効を宣言し、京都所司代・板倉重宗に法度違反の紫衣を取り上げるよう命じた。
幕府の強硬な態度に対して朝廷は、これまでに授与した紫衣着用の勅許を無効にすることに強く反対し、また、大徳寺住職・沢庵宗彭や、妙心寺の東源慧等ら大寺の高僧も、朝廷に同調して幕府に抗弁書を提出した。
寛永6年（1629年）、幕府は、沢庵ら幕府に反抗した高僧を出羽国や陸奥国への流罪に処した。
この事件により、江戸幕府は「幕府の法度は天皇の勅許にも優先する」という事を明示した。これは、元は朝廷の官職のひとつに過ぎなかった征夷大将軍とその幕府が、天皇よりも上に立ったという事を意味している。
天皇は寛永6年（1629年）11月8日、幕府への通告を全くしないまま次女の興子内親王（明正天皇）に譲位した（高仁親王が夭折していたため）。

### その後
寛永9年（1632年）、大御所・徳川秀忠の死により大赦令が出され、紫衣事件に連座した者たちは許された。配流された僧のうち、沢庵は徳川家光の帰依を受けたことで家光に近侍し、寺法旧復を訴えた。
寛永18年、事件の発端となった大徳・妙心両寺の寺法旧復が家光より正式に申し渡され、幕府から剥奪された大徳寺住持正隠宗智をはじめとする大徳寺派・妙心寺派寺院の住持らの紫衣も戻されている。